# Stazione di Trivigno
Stazione di Trivigno vasútállomás Olaszországban, Trivigno településen.

## Vasútvonalak
Az állomást az alábbi vasútvonalak érintik:
- Potenza-Brindisi-vasútvonal

## Kapcsolódó állomások
A vasútállomáshoz az alábbi állomások vannak a legközelebb:
- Stazione di Albano di Lucania